# Вуйтоство (Пйотрковський повіт)
Вуйтоство (пол. Wójtostwo) — село в Польщі, у гміні Сулеюв Пйотрковського повіту Лодзинського воєводства.
Населення — 102 особи (2011).
У 1975-1998 роках село належало до Пйотрковського воєводства.

## Демографія
Демографічна структура станом на 31 березня 2011 року:
|          | Загалом | Допрацездатний вік | Працездатний вік | Постпрацездатний вік |
| -------- | ------- | ------------------ | ---------------- | -------------------- |
| Чоловіки | 45      | 8                  | 32               | 5                    |
| Жінки    | 57      | 10                 | 34               | 13                   |
| Разом    | 102     | 18                 | 66               | 18                   |